# Motor de combustão interna
Motor rotativo do tipo Wankel.

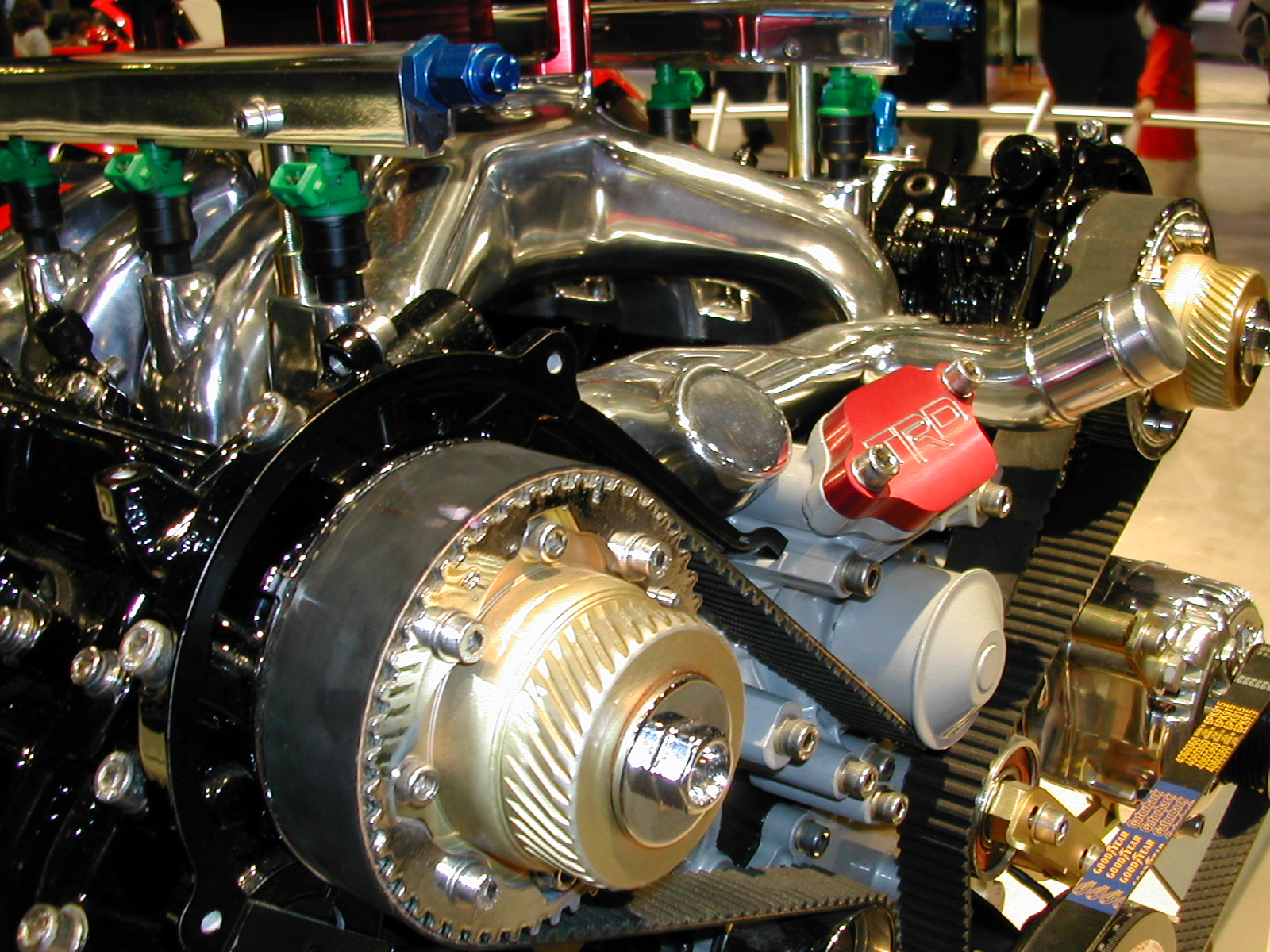
Motor de automóvel, de oito pistões

Motor de combustão interna é uma máquina térmica que transforma a energia proveniente de uma reação química em energia mecânica. O processo de conversão dá-se através de ciclos termodinâmicos que envolvem expansão, compressão e mudança de temperatura dos gases. A sua criação se dá durante o processo da Revolução Industrial no século XVIII, período em que ocorrem as transições e a introdução dos novos processos de manufatura. No ano de 1860 que surgiu a ideia de construir uma máquina que utilizasse o benzeno como combustível se concretizando apenas em 1866, realizada pelo engenheiro e físico alemão Nicolaus Otto o qual determinou o ciclo teórico sob que trabalha o motor de explosão, conhecido como ciclo Otto.
São considerados motores de combustão interna aqueles que utilizam os próprios gases de combustão como fluido de trabalho, ou seja, são estes gases que realizam os processos de compressão, aumento de temperatura (queima), expansão e finalmente exaustão.
Este tipo de motor distingue-se dos ciclos de combustão externa, nos quais os processos de combustão ocorrem externamente ao motor (motor a vácuo, Stirling, etc.). Neste caso, os gases de combustão transferem calor a um segundo fluído que funciona como fluído de trabalho, como ocorre nos ciclos Rankine.
Motores de combustão interna também são popularmente chamados motores de explosão. Esta denominação, apesar de frequente, não é tecnicamente correta. De fato, o que ocorre no interior das câmaras de combustão não é uma explosão de gases. O que impulsiona os pistões é o aumento da pressão interna da câmara, decorrente da combustão (queima controlada com frente de chama). O que se pode chamar explosão (queima descontrolada sem frente de chama definida) é uma detonação dos gases, que deve ser evitada nos motores de combustão interna, com o objetivo de proporcionar maior durabilidade dos mesmos e menores taxas de emissão de poluentes atmosféricos provenientes da dissociação de pinogênio nitrogênio.

## História
Vários cientistas e engenheiros contribuíram para o desenvolvimento de motores de combustão interna. Em 1791, John Barber desenvolveu a turbina a gás. Em 1794, Thomas Mead patenteou um motor a gás. Também em 1794, Robert Street patenteou um motor de combustão interna, que também foi o primeiro a usar combustível líquido, e construiu um motor nessa época. Em 1798, John Stevens construiu o primeiro motor de combustão interna americano. Em 1807, os engenheiros franceses Joseph Nicéphore Niépce (inventor da fotografia) e Claude Niépce acionaram um protótipo de motor de combustão interna, usando explosões controladas de combustível em pó, o Pyréolophore. Este motor acionou um barco no rio Saône, na França. No mesmo ano, o engenheiro suíço François Isaac de Rivaz construiu um motor de combustão interna com ignição por faísca elétrica. Em 1823, Samuel Brown patenteou o primeiro motor de combustão interna para aplicações industriais.
Em 1854, no Reino Unido, os inventores italianos Eugenio Barsanti e Felice Matteucci obtiveram a certificação: "Obtenção de força motriz pela explosão de gases". Em 1857, o Great Seal Patent Office concedeu-lhes a patente Nº 1 655 pela invenção de um "aparato aprimorado para obter energia motriz dos gases".
Barsanti e Matteucci obtiveram outras patentes para a mesma invenção na França, Bélgica e Piemonte entre 1857 e 1859.
Em 1860, o belga Étienne Lenoir produziu um motor de combustão interna a gás. Em 1864, Nikolaus Otto patenteou o primeiro motor a gás atmosférico. Em 1872, o americano George Brayton inventou o primeiro motor comercial de combustão interna a combustível líquido. Em 1876, Nikolaus Otto, trabalhando com Gottlieb Daimler e Wilhelm Maybach, patenteou o motor quatro tempos de carga comprimida. Em 1879, Karl Benz patenteou um confiável motor a gasolina de dois tempos. Mais tarde, em 1886, Karl Benz iniciou a primeira produção comercial de veículos com o motor de combustão interna. Em 1892, Rudolf Diesel desenvolveu o primeiro motor de ignição por compressão de carga compactada. Em 1926, Robert Goddard lançou o primeiro foguete de combustível líquido. Em 1939, o Heinkel He 178 se tornou o primeiro avião a jato do mundo. Em 1954 o engenheiro alemão Felix Wankel patenteou um motor "sem pistão" (motor rotativo) usando um design rotativo excêntrico.

## Ciclos termodinâmicos

### Ciclo motor de Otto
O motor baseado no ciclo ideal Otto caracteriza-se pela ignição por faísca.
Este tipo é o mais comumente utilizado em automóveis de passeio e motocicletas. Existem processos alternativos em motores experimentais para iniciar a queima como micro-ondas ou uma injeção piloto.

### Ciclo motor de Diesel

Motor diesel

Os motores Diesel caracterizam-se pela ignição por compressão. O fluido de trabalho (normalmente ar) é comprimido sem ser misturado ao combustível e quando o combustível é injetado no fluido comprimido e quente esse se inflama.
As máquinas que impulsionam veículos pesados como caminhões, trens e navios, usualmente são baseadas no ciclo ideal de Diesel (propulsão diesel-elétrica), o que não se refere ao combustível utilizado e sim ao ciclo termodinâmico em que operam. O Motor de ciclo diesel é usado em veículos menores, como automóveis e motocicletas também são equipadas com este tipo de motor.

### Ciclo Brayton
O ciclo Brayton é utilizado como modelo ideal para turbinas a gás. Este caso se diferencia dos anteriores pelo fato de operar em regime permanente. Isto é consequência do fato de os processos de compressão, transferência de calor, expansão e exaustão ocorrem ao mesmo tempo, mas, em locais diferentes. Assim, este tipo de motor distingue-se dos motores alternativos, onde os processos ocorrem em uma única câmara, mas, em tempos diferentes.

## Construção
Os mecanismos dos motores ditam os processos pelos quais passam os fluidos, determinando as características dos ciclos. Mas, mesmo operando em ciclos termodinâmicos semelhantes, motores de combustão interna podem ter mecanismos e formas construtivas extremamente diversas.
|                                                         |                               |
| Motor de quatro cilindros em linha com turbocompressor. | Motor V6 com supercompressor. |

### Motor alternativo
Máquinas alternativas possuem elementos que realizam movimentos repetitivos de translação. Nestes motores, o principais destes elementos são os pistões, cujo movimento altera o volume das câmaras de combustão, ora comprimindo os gases, ora sendo movimentado pelos gases.
Motores alternativos dividem-se pelo número de tempos em que completa uma sequencia de processos. Neste caso, tempo é o percurso de um pistão, do ponto morto inferior ao ponto morto superior, o que equivale à meia volta da árvore de manivelas.

#### Motor dois tempos
Num motor a dois tempos, um ciclo termodinâmico se completa a cada volta do eixo, compreendendo as etapas de admissão, compressão, transferência de calor e exaustão. Esta característica permite que o próprio pistão atue também como válvula, abrindo e fechando as janelas (aberturas) na parede da câmara de combustão. Esta opção simplifica a máquina, também dispensando comando de válvula e é muito utilizada em motores de pequeno porte.
Mas, para motores de grande porte, isto não é uma alternativa adequada por reduzir o curso para compressão e permitir a comunicação direta entre a admissão de combustível e os dutos de exaustão. Os maiores motores de propulsão naval, a Diesel, operam em dois tempos, mas, com o emprego de apenas uma janela e uma válvula no cabeçote.

#### Motor quatro tempos

Motor de ignição por faísca de quatro tempos

Já nos motores de quatro tempos, os gases completam um ciclo termodinâmico a cada duas voltas do eixo. Neste caso, para um pistão, ocorre admissão e compressão numa volta e transferência de calor na consecutiva.
Esta alternância requer necessariamente o emprego de um (ou mais) comando de válvulas, engrenado à árvore de manivelas de tal forma que tenha metade da velocidade de rotação da mesma, permitindo que o ciclo de abertura de válvulas dure os quatro tempos.

#### Elementos
O motor pode ser dividido em partes fixas e móveis. Partes fixas são as partes que não entram em movimento, quando o motor entra em funcionamento, em relação aos outros componentes do motor, por exemplo: bloco, cárter e cabeçote. Partes móveis são caracterizadas pelas partes que se movimentam quando o motor entra em funcionamento, tais como, árvore de manivelas, pistão, biela e comando de válvulas.

### Motor de pistão livre

Motor de pistão livre

Este motor não possui eixo de manivela e os pistões são retornados após cada curso do acendimento pela compressão e pela expansão do ar em um cilindro separado.

### Motor rotativo
Um motor rotativo é um motor de combustão interna que não utiliza pistões como um motor convencional, mas pode fazer uso de rotores, às vezes chamados de pistões rotativos.

#### Turbina a gás

Turbina a gás

As turbinas a gás são máquinas puramente rotativas, existem em diversas formas construtivas, sempre contendo três sistemas básicos: compressor, câmara de combustão e turbina propriamente dita. As características  de cada projeto são funções do meio de transmissão de potência (por eixo ou jato de gases), dos combustíveis utilizados, do porte, das temperaturas de trabalho entre outras variáveis.
Em relação às demais máquinas as turbinas tem característica de ter a maior densidade de potência, ou seja capacidade por peso. Devido a isso, são frequentemente empregadas em aeronaves.

#### Motor Wankel
O motor rotativo Wankel é uma variação de motor de combustão interna que combina características de turbinas a gás às de motores a pistão. Apesar de operar com velas de ignição ao invés de combustão contínua como uma turbina, não há peças alternativas.
Motores do tipo Wankel oferecem, em relação aos motores a pistão, as vantagens de produzir menos vibrações, já que são puramente rotativos. Possuem maior densidade de potência, ou seja,  mais potência do que um motor a pistão de mesma cilindrada e demandam menos peças em sua construção. Como desvantagem, eles aquecem mais, geram mais gases poluentes, têm manutenção dos elementos de vedação e são de manufatura mais complexa do que um motor a pistão.

#### Quasiturbine
Em 1996, foi patenteado o motor Quasiturbine, uma variação do motor Wankel. Recebeu este nome pelo fato de seu funcionamento contínuo ser quase igual ao de uma turbina.
|              |              |
| Motor Wankel | Quasiturbine |

### Motor de foguete
Um motor de foguete usa propelentes armazenados como massa de reação para formar um jato de fluido propulsivo de alta velocidade, geralmente gás de alta temperatura. Motores de foguete são motores de reação, produzindo impulso ejetando massa para trás, de acordo com a terceira lei de Newton. A maioria dos motores de foguetes usa a combustão de produtos químicos reativos para fornecer a energia necessária, mas formas não-combustíveis, como propulsores de gás frio e foguetes termonucleares também existem. Veículos impulsionados por motores de foguetes são comumente chamados de foguetes. Os veículos de foguete carregam seu próprio oxidante, ao contrário da maioria dos motores de combustão, para que os motores de foguetes possam ser usados no vácuo para impulsionar naves espaciais e mísseis balísticos.
Comparado com outros tipos de motor a jato, os motores de foguete são os mais leves e têm o maior impulso, mas são os menos eficientes em propelentes (eles têm o menor impulso específico). O escapamento ideal é o hidrogênio, o mais leve de todos os elementos, mas foguetes químicos produzem uma mistura de espécies mais pesadas, reduzindo a velocidade de escape.
Motores de foguetes se tornam mais eficientes em altas velocidades, devido ao efeito Oberth.
| | |                        |
| Princípio básico de funcionamento: os gases, sob forte pressão dentro da câmara de combustão (setas vermelhas), são ejetados em alta velocidade pela tubeira (seta azul) gerando impulso (seta verde). | Carro-foguete sobre trilhos do programa privado de foguetes Opel-RAK (Burgwedel, Hanôver, Alemanha, 23 de junho de 1928). | Foguete de antimatéria |

## Combustíveis

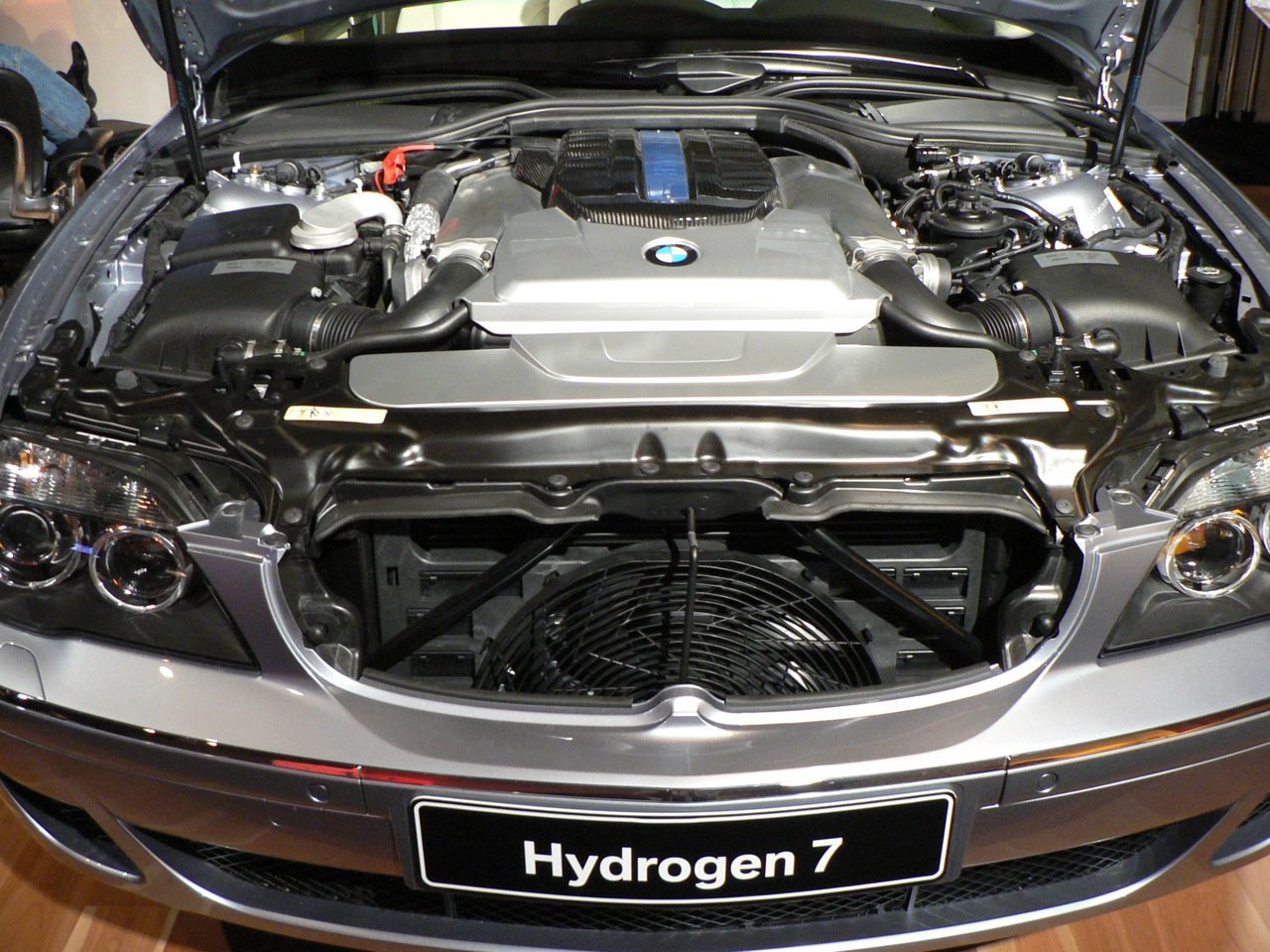
Motor do BMW Hydrogen 7, veículo com motor de combustão interna a hidrogênio.

- Número de Cetano [N.C.]: Este número revela a facilidade de autoignição de um combustível. Quanto maior é o Número de Cetano, mais fácil sua ignição.

- Índice de octano ou Número de Octano (N.O.) ou Octanagem (erradamente referido como Número de "Octanas" - o combustível não tem "octanas") - para ciclo Ott0: Varia inversamente ao índice de cetano. Quanto  maior o N.C., menor será o N.O. . Este número diz a respeito à qualidade do combustível em relação a sua resistência sobre a autoignição. Os motores do ciclo Otto, por exemplo, necessitam ter uma elevada temperatura de autoignição para não haver um aumento muito brusco de pressão, ocorrendo as famosas "batidas de pino" (detonação explicada anteriormente). O N.O. pode ser aumentado pela adição de aditivos antidetonantes ou pela mistura de combustíveis com N.O. maiores.

- Poder Calorífico: Este número fornece a quantidade de energia que uma certa quantidade de combustível pode produzir. Quanto maior este número, melhor o combustível (juntamente com relação ar-combustível).

- Facilidade de Auto-ignição (veja Cetanas): Quanto maior a cadeia carbônica, menor é a temperatura de auto-ignição.

- Viscosidade: Tem grande importância no jato de combustível injetado na câmara. Caso o combustível seja muito viscoso, a atomização do combustível será prejudicada, assim, num motor frio a partida será afetada. Caso contrário, uma baixa viscosidade dificulta a lubrificação do sistema injetor, aumentando o desgaste do mesmo.

- Relação ar-combustível ou combustível-ar estequiométrica (estequiometria): Mede a proporção de ar que deve ser utilizada para queimar (teoricamente) todo o combustível (em massa). Juntamente com o (i.e. multiplicado pelo) poder calorífico é uma medida de quanta energia pode ser colocada no cilindro a cada ciclo.

- Resíduo de Carbono
- Teor de Cinzas
- Água e Sedimentos

Devido à constante evolução dos motores e da eletrônica embarcada no automóvel os engenheiros estão conseguindo criar motores muito mais potentes e econômicos com mesma cilindrada. Um meio de conseguir esta melhora é aumentar a taxa de compressão do motor, mas com isso surge um inconveniente em ciclo Otto, a detonação. Ela ocorre quando um resto de combustível no final da combustão tem sua temperatura e pressão elevados a ponto de se autoignitar. Essa queima não controlada do combustível gera um ruído característico (conhecido como batida de pino apesar de nenhum pino bater, o ruído é proveniente da ressonância da câmara de combustão transmitida ao bloco) e eventualmente dano mecânico, principalmente em pistão, anéis, vela e válvulas. Para melhorar o rendimento do veículo pode-se utilizar gasolina de alta octanagem, que ajuda a evitar esse fenômeno. Já a pré-ignição ocorre quando o combustível começa a queima antes da faísca da vela de ignição, devido a algum ponto com alta temperatura na câmara de combustão e também é influenciado (um pouco) pela taxa de compressão.